# 真津山
真津山（まつやま）とは、長崎県諫早市中南部の地域である。旧北高来郡真津山村。
真津山出張所管内の人口は27,632人（2008年5月1日現在）。

## 地理
- 東大川
- 西大川
- 久山川

## 歴史
- 1889年（明治22年）4月1日 - 町村制の施行により、北高来郡真崎村・貝津村・久山村の3村が合併し、「真津山村」が発足。
  - 旧3村から漢字を1文字ずつ（真・津・山）とって組み合わせ、新町名を制定。
- 1940年（昭和15年）9月1日 - 真津山村が諫早町・小栗村・小野村・有喜村・本野村・長田村 と合併し、「諫早市」となる。

## 町名
（）内は町名設置前の字名。
- 白岩町（貝津小船越名）
- 堂崎町（貝津小船越名・真崎本村名）
- 中尾町（貝津小船越名）
- 馬渡町（貝津小船越名・真崎本村名）
- 山川町（貝津小船越名）
- 小船越町（貝津小船越名）
- 貝津町（貝津本村名）
- 久山町（久山）
- 津水町（真崎津水名）
- 若葉町（貝津本村名）
- 貝津ヶ丘（貝津町）
- 久山台（久山町）
- 青葉台（貝津町・久山町・若葉町の一部）
- 津久葉町（貝津町・久山町・若葉町の一部）
- 堀の内町（真崎本村名）
- 大さこ町（真崎本村名）
- 真崎町（真崎本村名）
- 破籠井町（真崎破籠井名）
- 大字真崎本村名
- 大字貝津小船越名（地図上・日常生活上では小船越町として扱っている場合も多い）

## 交通

### バス
- 県営バス
- 九州号 - 諫早インターに停留所がある。

### 鉄道
- JR西諫早駅

## 道路
- 長崎自動車道諫早インターチェンジ
- 国道34号
- 国道57号
- 国道207号
- 長崎県道37号大村貝津線
- 長崎県道41号諫早飯盛線
- 長崎県道138号田結久山線

## 施設

### 公共
- 諫早市役所真津山出張所
- 真津山出張所貝津分室
- 諫早市立西諫早図書館
- 諫早中核工業団地工業振興会館
- 真津山郵便局
- 西諫早郵便局
- 諫早真崎郵便局
- 諫早平山簡易郵便局
- 諫早久山簡易郵便局

### 教育機関

#### 高等学校
- 長崎県立西陵高等学校
- 長崎日本大学高等学校
- 創成館高等学校

#### 中学校
- 諫早市立西諫早中学校
- 諫早市立明峰中学校
- 諫早市立真城中学校
- 長崎日本大学中学校

#### 小学校
- 諫早市立真津山小学校
- 諫早市立真崎小学校
- 諫早市立御館山小学校
- 諫早市立真城小学校
- 諫早市立西諫早小学校

#### 特別支援学校
- 長崎県立諫早特別支援学校

### 商業

#### 大型店
- ユニクロアクロスプラザ諫早店
- マルキョウ久山台店

#### 飲食店
- マクドナルド諫早インター店
- モスバーガー諫早久山台店
- とりでん諫早貝津店

#### その他
- ブックマーケット諫早店